# مترودوروس لامپساکوسی (مهتر)
مترودوروس لامپساکوسی (به یونانی باستان: Μητρόδωρος Λαμψακηνός) فیلسوف پیشاسقراطی از شهر یونانی لامپساکوس در ساحل شرقی هلسپونت بود که در قرن پنجم پیش از میلاد می‌زیست. به گفته دیوگنس لائرتیوس، او هم‌عصر و دوست آناکساگوراس بود و در سال ۴۶۴ پیش از میلاد درگذشت.
قدیمی‌ترین اشارهٔ باقی‌مانده به مترودوروس در گفت‌وگوی ایون از افلاطون است که او را در کنار استسیمبروتوس تاسوسی و گلاوکن رگیومی، یکی از مفسران هومر معرفی می‌کند. او نظریه‌های تفسیر تمثیلی آناکساگوراس را گسترش داد. ویژگی اصلی سیستم تفسیری مترودوروس این بود که در آن خدایان و داستان‌های هومر باید به عنوان روش‌هایی برای نمایش نیروهای فیزیکی و پدیده‌های جهان واقع درک می‌شدند.
همچنین شباهت‌هایی بین آموزه‌های مترودوروس و تفسیرهای تمثیلی یک شعر اورفیک که در پاپیروس دروینی پس از کشف آن در سال ۱۹۶۲ یافت شد، قابل مشاهده است. اگرچه این نظر که تالیف این پاپیروس توسط مترودوروس انجام شده، در پژوهش‌های مدرن رد شده است، اما آموزه‌های او در استفاده کردن از تفسایر تمثیلی برای توضیح قواعد فیزیکی عالم، احتمالاً بر آن تأثیر گذاشته باشد.